# Віриш, не віриш
«Віриш, не віриш» — радянський художній фільм 1971 року, знятий на кіностудії «Білорусьфільм».

## Сюжет
Повернувшись з армії, Олександр Макейчик дізнається, що Тоня, яку він любить, не вступила до інституту, вона зустріла іншого хлопця, стала матір'ю, одна виховує дитину і працює на нафтопромислі в Гомельській області. Саша їде на бурову до Тоні. Відносини між героями складаються не легко, але одному без одного їм буде ще важче.

## У ролях
- Наталія Беспалова — Тоня Теребілова
- Олег Єфремов — Саша Макейчик
- Анатолій Пузирьов — Казанок
- Іван Жаров — дядя Вася, шофер
- Ольга Селезньова — Даша, подруга Тоні, кухарка
- Римма Маркова — Марія Іванівна, начальник дільниці
- Галина Дьоміна — тітка Поля, мати Тоні
- Олег Хабалов — Байрам, нафтовик
- Олександр Лук'янов — Петро, нафтовик
- Борис Білоус — нафтовик, майстер бурової № 3
- Галина Кухальська — дівчина на вокзалі
- Віталій Юдчиц — нафтовик
- Регіна Домбровська — епізод
- Юлія Полосіна — епізод
- Костянтин Сенкевич — епізод

## Знімальна група
- Режисери — Євген Васильєв, Анатолій Дудоров
- Сценарист — Ірина Ракша
- Оператор — Євген Васильєв
- Композитори — Ігор Петренко, Кшиштоф Пендерецький
- Художник — Юрій Ракша